# رباتیک شناختی
رباتیک شناختی (انگلیسی: Cognitive robotics)در واقع به ارائه رفتار رفتار هوشمند و ارائه یک معماری پردازشی  به یک ربات گفته می‌شود، که به آن یاد می‌دهد که در پاسخ به اهداف پیچیده در دنیای پیچیده چگونه رفتار کند. رباتیک شناختی را می‌توان به عنوان شاخه مهندسی دانش شناختی مجسم شده و در شناخت گنجانده شده در نظر گرفت.

## مسائل اصلی
در حالی که رویکردهای مدل‌سازی شناختی سنتی، طرح‌های کدگذاری نمادین را به عنوان ابزاری برای نمایش جهان در نظر گرفته‌اند، ترجمه جهان به این گونه نمایش‌های نمادین، در صورتی که غیرقابل دفاع باشد، مسئله آفرین است. پس فلسفه ادراک، شناخت حرکتی و تصور نمایش نمادین موضوعات اصلی هستند که باید در رباتیک شناختی بررسی شوند.

## نقطه شروع
نقطه شروع برای توسعه پردازش اطلاعات رباتیک در رباتیک شناختی، شناخت حیوانی می‌باشد که بر خلاف تکنیک‌های سنتی در هوش مصنوعی است. توانایی شناختی رباتیک هدف شامل پردازش ادراک، تخصیص توجه، پیش‌بینی، برنامه‌ریزی، هماهنگی حرکتی پیچیده، استدلال در مورد عوامل دیگر و شاید حتی در مورد حالات ذهنی خودشان است. شناخت رباتیک وضع مؤلفه‌های هوشمند در جهان فیزیکی را نشان می‌دهد. در نهایت نکته مهم این است که ربات باید در دنیای واقعی کار کند.

## تکنیک‌های یادگیری

### حرف زدن موتور
یکی از تکنیک های اولیه یادگیری ربات، که حرف زدن موتور نامیده می‌شود، شامل ارتباط حرکات موتور پیچیده شبه تصادفی توسط ربات با بازخورد بصری و / یا شنیداری است و این ربات می‌تواند انتظار یک الگوی بازخورد حسی را داشته باشد که الگوی خروجی موتور را نشان می‌دهد. بازخورد مناسب برای اطلاع از سیگنال کنترل موتور مورد استفاده است. با یک مثال فهم این موضوع ساده‌تر می‌شود. این مورد دقیقاً مثل نوع یادگیری کودک است به خصوص زمان‌هایی که برای اولین بار می‌خواهد دنبال اشیا بگردد یا صداها و گفتارهایی را برای اولین بار بگوید. برای سیستم‌های رباتی ساده‌تر، برای مثال سینماتیک معکوس، که برای تبدیل بازخورد پیش‌بینی‌شده ( نتیجه موتور مورد نظر) به خروجی موتور مورد استفاده قرار گیرد، ممکن است حذف شود.

### تقلید
این روش زمانی مورد استفاده قرار می‌گیرد که یک ربات موتورهای خود را برای تولید یک نتیجه مطلوب هماهنگ کند. در ابتدا ربات عملکرد یک ربات دیگر را نظارت می‌کند و پس از آن سعی می‌کند از آن تقلید کند. تقلید یک رفتار شناختی است و لزوماً در مدل حیوانات نیست.

### اکتساب دانش
کسب دانش مستقل یک رویکرد یادگیری پیچیده‌است. ربات در این حالت می‌خواهد به کشف محیط اطراف خود بپردازد. این سیستم برای اهداف و باورها برنامه‌ریزی شده‌است. الگوریتم کنجکاوی مثل کنجکاوی هوشمند یا انگیزه ذاتی می‌تواند یک روش هدایت شده را به دست آورد. این الگوریتم‌ها معمولاً شامل ورود حسی به تعداد محدودی از دسته‌ها و اختصاص برخی از سیستم‌های پیش‌بینی (مانند یک شبکه عصبی مصنوعی) به هر کدام است. سیستم پیش‌بینی شده در طول زمان، خطای پیش‌بینی‌های خود را حفظ می‌کند. کاهش خطای پیش‌بینی به عنوان یادگیری در نظر گرفته می‌شود. سپس ربات به ترتیب مقوله‌هایی را بررسی می‌کند که در آن یادگیری (یا کاهش خطای پیش‌بینی) سریعترین است.

## دیگر معماری‌ها
برخی از محققان در رباتیک شناختی سعی کرده‌اند از معماری‌های مانند (ACT - R و سور ( معماری شناختی )به عنوان پایه برنامه‌های رباتیک شناختی خود استفاده کنند. این معماریهای مدولار برای شبیه‌سازی عملکرد اپراتور و عملکرد انسان در هنگام مدل‌سازی داده‌های آزمایشگاهی ساده و نمادین استفاده شده‌است. ایده این است که ساختارها را گسترش دهیم تا ورودی حسی جهان واقعی که به‌طور مداوم در طول زمان آشکار می‌شوند ، کنترل کنیم. برای این کار نیاز است راهی را بیابیم تا زبان جهان را به مجموعه ای از نمادها و روابط ترجمه کنیم.

## منیفلد سیستماتیک متریک ICB
از بحث برانگیزترین و بزرگترین موارد رباتیک، هواپیمای بدون سرنشین یا اتمسفر خورشیدی و پردازش آن‌ها یا چیزی که مردم عادی از آن به عنوان محاسبات کوانتومی یاد می‌کنند، است. استفاده از نظریه ریسمان یا نسبیت برای هدایت یک انسداد جهانی را شریپ (انگلیسی: schripp) یا نظریه ریسمان شریپ می‌گویند که هدف آن ساختن هواپیمای A.I و هواپیمای بدون سرنشین با استفاده از نسبیت کوانتومی و منیفلد سه‌گانه است.

## سوالات
برخی از سوالات اساسی که هنوز هم در رباتیک شناختی وجود دارند عبارتند از:
- چه میزان برنامه‌ریزی انسانی باید برای پشتیبانی از فرایندهای یادگیری نقش داشته باشد؟
- چگونه می‌توان میزان پیشرفت را تعیین کرد؟ برخی از روش‌های پذیرفته شده، پاداش و مجازات است. اما چه جور پاداشی و چه نوع مجازاتی؟ برای انسان‌ها، وقتی که یک کودک را به عنوان مثال آموزش می‌دهند، پاداش شکلات یا تشویق خواهد بود و مجازات می‌تواند شکل‌های مختلفی داشته باشد. اما راه مؤثر برای ربات‌ها چیست؟